# Етхем Нежат
Ця персоналія з Османської імперії. В Османській імперії прізвищ не використовували. В Туреччині їх почали використовувати лише від 1934 року, коли було прийнято закон про прізвища.

Етхем Нежат (тур. Ethem Nejat, 1883, Ускюдар, Стамбул, Туреччина— 29 січня 1921, Чорне море) — турецький революціонер черкеського походження, один із засновників і генеральний секретар Комуністичної партії Туреччини.

## Життєпис
Етнічний черкес, пантюркіст. Через свої політичні погляди 1908 року був змушений тікати з країни. Жив і працював у Франції і США. Після проведення конституційних реформ у Туреччині, повернувся і працював викладачем. 1909 року одним з перших у Туреччині запропонував програму підготовки скаутів. Протягом 1910—1914 рокув у декількох містах Анатолії намагався організувати боротьбу вчителів за свої права. 1913 року публікує перше в Туреччині соціологічне дослідження — «Духовна еволюція і закони науки». Після початку Першої світової війни стає добровільним помічником армії.
1917 року, як переконаний прихильник нового і прогресивного, став поривати з пантюркізмом, що перетворився на провідника консервативної і реакційної політики. У вересні 1918 року Етхем Нежат їде до Німеччини для проведення наукових досліджень. Там погляди Нежата кардинально змінюються: він стає комуністом, організує з турецьких студентів і робітників марксистський гурток, який переріс у Робітничо-Селянську Партію, і починає видавати газету «Звільнення» (тур. Kurtuluş). Бере участь разом зі спартакістами в Листопадовій революції.
1919 року уряд Туреччини відкликає з Німеччини своїх підданих. Повернувшись до країни, Нежат і його товариші 23 вересня 1919 року реорганізують свою партію в Турецьку робітничо-селянську соціалістичну партію і продовжують видавати газету «Звільнення», а також безуспішно намагаються об'єднати зусилля з турецькими соціалістами і соціал-демократами. На цей час на зв'язок з ними виходить турецький більшовик з Радянської Росії Мустафа Субхі.
10 вересня 1920 року в Баку проходить Перший загальний з'їзд турецьких комуністів. На з'їзді прийнято рішення про об'єднання комуністичних груп Туреччини в Комуністичну партію Туреччини, Мустафу Субхі обрано її головою, Етхема Нежата — генеральним секретарем.
Після з'їзду, його учасники вирушили до Анатолії, щоб приєднатися до революційної боротьби в Туреччині, однак вони зазнали нападів прихильників Мустафи Кемаля і були змушені повернутися через Трабзон до Баку. 28 січня 1921 року група турецьких комуністів на чолі з Мустафою Субхі і Етхемом Нежатом, рятуючись від переслідувачів, змушена була беззбройною відплисти в Чорне море на човні. В ніч на 29 січня Етхема Нежата і всіх його товаришів зарізали капітан і команда судна, що отримало назву «Бійня п'ятнадцяти».

## Книги
- Tekamül ve Kanunlar (Духовная эволюция и законы науки), U. Z. Ülkem, İstanbul, 1913.